# イエオニグモ
イエオニグモ Neoscona nautica は、ヒメオニグモ属のクモで、身近なオニグモ類の一つ。人家に多く、よく軒下などで見かける。中型のオニグモで、目立った特徴は少ない。ただし同じようなところに住むクモには似たようなものはあまりない。

## 特徴
全体に灰色から褐色の地味なオニグモ類である。体長は雌で8-12mm、雄は4-5mm。
雌の頭胸部は褐色から黒っぽく、中央は明るい色をしている。腹部はやや幅の広い倒卵形で、背面は丸く、肩状突起はない。色は濃い褐色から灰色まで変異がある。いわゆる葉状班は輪郭の部分が濃い色で出る程度。歩脚には節ごとにその末端近くが色濃くなる。全体に斑紋や特徴に乏しい。雄は雌にやや似た感じで全体に華奢。足が長く見える。

## 習性
垂直かそれに近い円網をはるクモ。昼間は網をたたみ、糸で作った小さなシートの中央のくぼみのようになったところにいることが多い。夕方に網を張り、出来た網は次の網を張る寸前にたたむ。まれに昼間も網の中央にいる個体が見られる。
成体は7月-11月に見られる。

## 生息環境
人家にごく普通。人為的な環境以外で見ることはほとんどない。たいていは人家の軒下や窓の縁にいる。同様な環境に見られるものにズグロオニグモがいるが、こちらが人為的な環境であれば人家以外でも多いのに対して、より人家やそれに類する場所に多い。特に燈火の周囲に高密度で生息しているのが見られる。

## 分布
世界中の暖帯から熱帯に分布し、日本でも本州以南の各地に普通に見られる。

## 分類
ヒメオニグモ属には普通に見られるクモが他にもいくつかいるが、人家に出現することはまずなく、またたいていはより大きいか、模様がはっきりしているので混同することはない。同様な環境で見られるものにはズグロオニグモがいるが、こちらは楕円形の腹部を持ち、オニグモらしくない姿のクモで違いははっきりしている。海岸近くではヘリジロオニグモが似たところに姿を見せ、姿もやや似ている。この種の方がやや小柄で腹部はより横長である。